# Жара в Японии (2018)
В течение большей части июля 2018 года воздействию рекордной жары подверглась большая часть Японии и Юг Дальневосточной части России. Во многих регионах фиксировали температуру более 35 °C, а в Кумагае 23 июля была зафиксирована максимальная температура 41,1 °C — исторически рекордная для Японии. По меньшей мере 80 человек погибло по связанным с жарой причинам, а также по меньшей мере 22 000 человек получили солнечный удар, потребовавший госпитализации. 

## Синопсис
Вслед за наводнениями и оползнями почвы, которые происходили с конца июня до середины июля 2018 года, по территории Японии распространилась сильная жара. В префектурах, больше всего пострадавших от наводнений и оползней, Хиросима, Окаяма и Эхимэ, 145 человек были госпитализированы с симптомами солнечного удара, когда температура превысила 35 °C. 15 июля 200 из 927 станций государственного мониторинга зафиксировали рекордные температуры, превышающие 35 °C. 23 июля температура 41,1 °C была зафиксирована в Кумагае, в 65 км на северо-запад от Токио. Эта температура стала исторически рекордной для всей Японии. В тот же день во многих городах фиксировали температуру около 40 °C. В Киото температура держалась выше отметки 38 °C в течение 7 дней впервые со времени начала фиксаций в 19 веке.
24 июля Метеорологическое управление Японии (МУЯ) назвало жару стихийным бедствием и отметило, что во многих регионах наблюдались «беспрецедентные уровни жары».
Также японская жара была в Приморье.

## Последствия
По меньшей мере 80 человек погибло, а также по меньшей мере 22 000 человек потребовалась госпитализация после солнечного удара. Летальные случаи были зарегистрированы в 28 из 47 префектур. В период между 15 и 22 июля 65 человек погибло от жары, в том числе 11 человек 21 июля и 13 человек 23 июля. Количество жертв, вызванных жарой в недельный период, стало самым высоким с момента начала детализированной регистрации в 2008 году. 17 июля Токийская пожарная служба 2900 раз посылала пожарные бригады по местам вызовов — это самый высокий показатель со времени основания службы в 1936 году. Всего четыре дня спустя, 21 июля, этот рекорд был побит, когда пожарные бригады выехали 3125 раз .
Министерство образования распространило предостережение в школах по осуществлению мероприятий для профилактики солнечного удара; это произошло после смерти шестилетнего мальчика, который участвовал в школьном мероприятии на открытом воздухе. Менее чем половина школ в государстве оборудованы системами кондиционирования воздуха, из-за чего государственные чиновники обсуждали продление школьных каникул из соображений безопасности. Также государство рассматривало покрытия затрат на установку систем кондиционирования воздуха в школах Японии. Компания «Электроэнергия Кюсю» предложила 10-процентные скидки на электроэнергию в августе и сентябре покупателям в возрасте от 75 лет, чтобы популяризировать кондиционирование воздуха.